# 百灵庙
百灵庙，汉名“广福寺”，位于内蒙古自治区包头市达尔罕茂明安联合旗百灵庙镇，是一座藏传佛教格鲁派寺院。

## 历史
百灵庙是蒙古语“贝勒因庙”的转音，又称“乌力吉套海”（吉祥湾）召庙群。达尔罕茂明安联合旗是由清朝的喀尔喀右翼旗和茂明安札萨克旗合并而成的。喀尔喀右翼旗俗称“达尔罕贝勒旗”，故后来蒙古人习惯称该庙为“贝勒因庙”（贝勒是清代封爵，“因”为蒙古语助词，相当于汉语“的”），汉人又将“贝勒因”讹为“白林”，一度写作“白林庙”。后来，蒙古上层人士认为“白林”二字之意不吉祥，故改采汉文 “百灵”。自此，蒙古人所称的“贝勒因庙”之汉字定为“百灵庙”。该庙因为建于巴吐哈拉嘎地方，故蒙古人也俗称其为“巴吐哈拉嘎庙”。
百灵庙始建于清朝康熙四十二年（1702年）。起初庙内人员很少。达尔罕贝勒詹达固密（1708年至1728年在位）时期，曾向清廷请求，自其他旗调入部分喇嘛，此外又收留了部分云游僧人。到清朝道光三十年（1850年），百灵庙喇嘛数量达到顶峰，共约1500余人。蒙古佛教史家达摩陀罗撰写的《白莲花念珠》载，到19世纪末时，百灵庙有700多名僧人。鼎盛时期，百灵庙与五当召、锡拉木伦庙、贝子庙是内蒙古中西部四大藏传佛教寺庙。
1999年4月16日，包头市人民政府将广福寺公布为包头市文物保护单位。包头市人民政府于2004年6月20日立包头市文物保护单位碑。21世纪初，百灵庙已经修复一新。百灵庙前，辟建了“广福寺广场”，占地面积2.8万平方米，其中绿地占三分之一。

## 建筑
百灵庙整个庙宇由5座大殿、9座佛塔、30处藏式结构的院落组成，占地面积约8000多平方米。清朝康熙帝御赐“广福寺”匾悬于大佛殿正门上方。苏古沁大殿（大雄宝殿）是该庙最大的建筑，由三座逐级降低的建筑组成，每座殿顶有象征着佛法的塔形“甘迪尔”，东西两边有日月相照的赤铜“甘迪尔”。苏古沁大殿南侧是却日殿（经堂），是学习显宗的经殿。却日殿东南侧是朱德布殿 （密宗殿），是诵经超度冤魂之所，堂顶有黑色石块作为镇压物。苏古沁殿东面是洞科尔殿（时轮殿），是学习时轮、数学部的经堂。苏古沁大殿西面是学习医学的“门巴殿”，东侧是学习天文学的“吉如海殿”。苏古沁大殿西侧还有九世班禅府邸，九世班禅在民国23年至民国25年（1934年至1936年）在此驻跸。此外，百灵庙还有两座对峙的双塔。双塔后面，有十多座小白塔。